# 怎巴寺
怎巴寺，位于西藏自治区日喀则市拉孜县，是一座藏传佛教寺院。

## 简介
怎巴寺位于西藏自治区日喀则市拉孜县，为藏传佛教寺院。
2012年，该寺的僧人巴桑被评为西藏自治区爱国守法先进僧尼。